# Monisme anomal

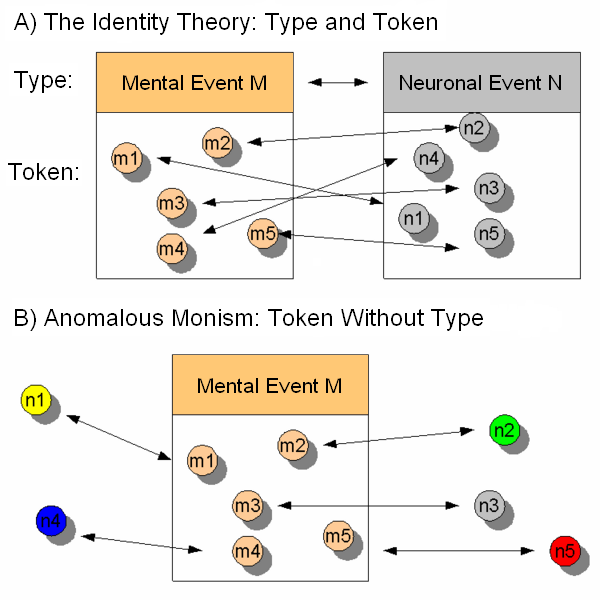
Différence entre la théorie classique de l'identité et le monisme anomal. Pour la théorie de l'identité, chaque instanciation de token d'un seul type mental correspond (comme indiqué par les flèches) à un token physique d'un seul type physique. Il y a donc identité de type. Pour le monisme anomal, les correspondances token-token peuvent tomber en dehors des correspondances type-type. Le résultat est une identité de token.

Le monisme anomal est une thèse philosophique sur la relation corps-esprit. Il a été proposé pour la première fois par Donald Davidson dans son article de 1970 "Mental Events". La théorie stipule d'une part que les événements mentaux sont identiques aux événements physiques et d'autre part que le mental est anomal (c'est-à-dire que, à partir de leurs descriptions mentales, les relations entre ces événements mentaux ne sont pas descriptibles par des lois physiques strictes).  Par conséquent, Davidson propose une théorie de l'identité de l'esprit sans les lois de pont réductrices (proposées par Ernest Nagel associées à la théorie de l'identité des types). Depuis la publication de son article, Davidson a affiné sa thèse et les critiques comme les partisans du monisme anomal en ont proposé leurs propres caractérisations, dont beaucoup semblent différer de celle de Davidson.